# Isaac Macharia Wanjohi

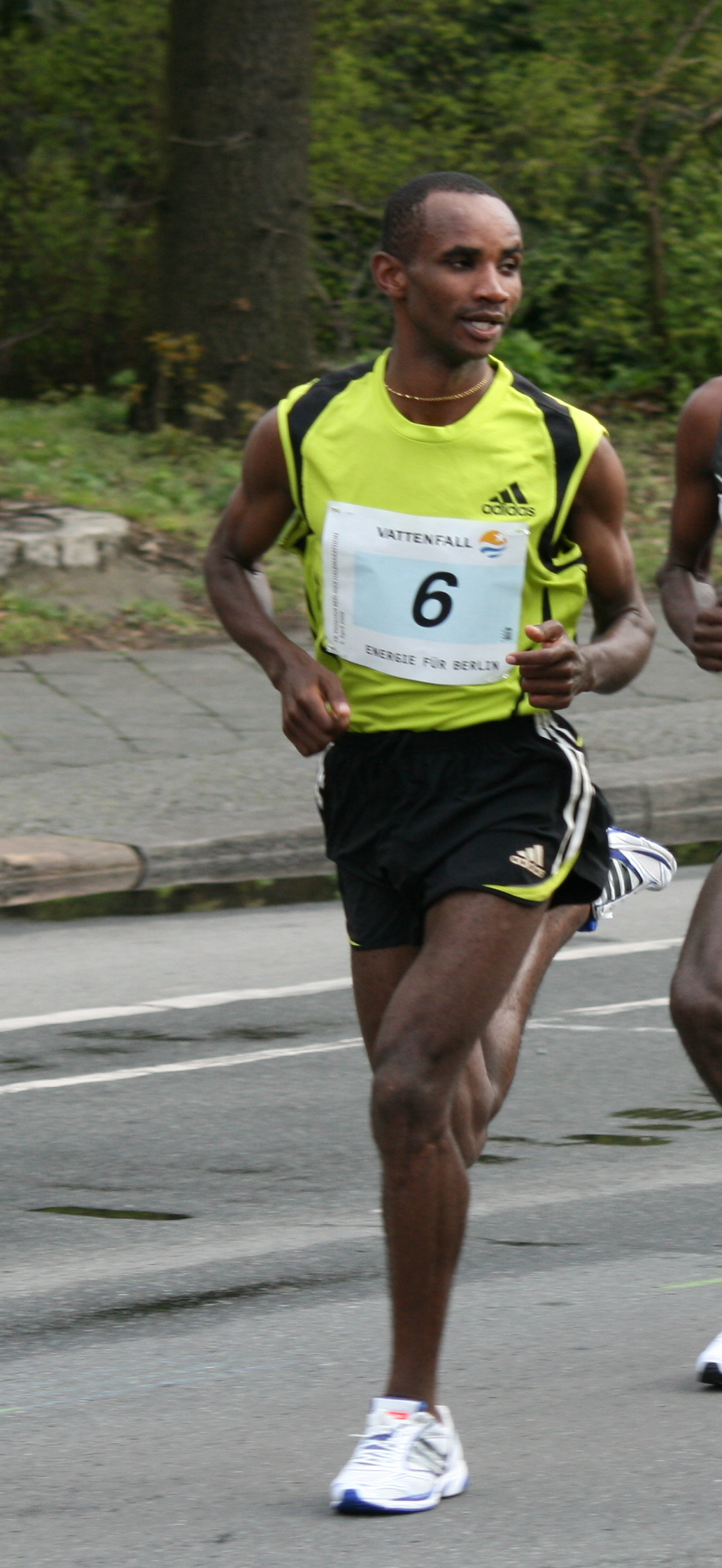
Isaac Macharia Wanjohi beim Berliner Halbmarathon 2008

Isaac Macharia Wanjohi (* 25. November 1978) ist ein kenianischer Marathonläufer.

## Leben
2003 wurde er Vierter beim Berliner Halbmarathon. Im Jahr darauf debütierte er auf der 42,195-km-Distanz und wurde Vierter beim Madrid-Marathon. Im Sommer feierte er seinen ersten großen Erfolg mit dem Sieg beim Bogotá-Halbmarathon, bei dem er von 2007 bis 2009 dreimal in Folge triumphierte und 2005 und 2006 Dritter wurde. Beim Berlin-Marathon wurde er dann Neunter in 2:11:26 h.
2005 gewann er den Nagano-Marathon, ein Jahr später wurde er Dritter an gleicher Stelle und Zweiter bei der Route du Vin. 2007 belegte er beim Rotterdam-Marathon den vierten und beim Delhi-Halbmarathon den zweiten Platz.
2008 wurde er beim Dubai-Marathon Zweiter hinter Haile Gebrselassie mit seiner persönlichen Bestzeit von 2:07:16. Im selben Jahr stellte er beim Vidovdan-Lauf einen Streckenrekord auf.
2009 siegte er erneut beim Nagano-Marathon und wurde Siebter beim Chicago-Marathon.
Isaac Macharia Wanjohi ist 1,60 m groß und wiegt 49 kg. Er ist unverheiratet und wird von John Mwithiga trainiert.

## Persönliche Bestzeiten
- Halbmarathon: 1:00:48 h, 28. Oktober 2007, Neu-Delhi
- Marathon: 2:07:16 h, 18. Januar 2008, Dubai